# Mai 1998

## 1ermai
- Union européenne : le Conseil européen, réunissant les chefs d'État ou de gouvernement, décide de la liste des onze pays « in » de l'Union économique et monétaire ou zone euro : Allemagne, Autriche, Belgique, Espagne, Finlande, France, Irlande, Italie, Luxembourg, Pays-Bas et Portugal. Le Royaume-Uni et le Danemark, préfèrent encore attendre en vertu de la clause d’opting out. La Grèce n'est pas retenue car elle ne respecte pas les critères de convergence (elle rejoindra la zone euro le 1er janvier 2001). La Suède se prononce contre une adhésion à l'UEM dans l'immédiat. Wim Duisenberg est nommé président de la Banque centrale européenne.

## 4 mai
- Indonésie : début de sanglantes émeutes (500 morts).

## 5 mai
- Nouvelle-Calédonie : signature de l'accord de Nouméa.

## 7 mai
- Automobile : annonce de la fusion historique entre les constructeurs automobiles Daimler-Benz et Chrysler.

## 10 mai
- Grand Prix automobile d'Espagne.

## 11 mai
- États-Unis : chômage au plus bas depuis 1970 : (4,3 %).
- France : 
  - Première supérette automatique en France.
  - Vote de la loi Chevènement sur les étrangers
- Union européenne : la première pièce en euro est frappée

## 12 mai
- Éthiopie : début de la guerre entre l'Érythrée et l'Éthiopie.

## 13 mai
- Indonésie : début des émeutes

## 16 mai
- États-Unis : le gouvernement américain s'inquiète du monopole de Microsoft en matière informatique.

## 17 mai
- Cuba : concessions américaines dans l'application aux européens des lois Helms-Burton et Kennedy-d'Amato concernant le commerce avec Cuba.

## 19 mai
- Discours télévisé du président indonésien Suharto[1].

## 21 mai
- Indonésie : démission du président Soeharto, remplacé par son vice-président B. J. Habibie.

## 22 mai
- Portugal : ouverture de l'exposition internationale de Lisbonne.
- Ulster : un large oui au référendum organisé sur le traité de paix.

## 23 mai
- France : 40 000 personnes défilent à Paris pour réclamer une commémoration de l'esclavage et son abolition.

## 24 mai
- Formule 1 : Grand Prix automobile de Monaco.

## 27 mai
- États-Unis : annonce d'un excédent budgétaire record (39 Md de dollar).
- Russie :  prémices de la crise financière en Russie, la Banque centrale porte ses taux d'intérêt à 150 %.

## 28 mai
- Premier essai nucléaire du Pakistan, Chagai-I[2].

## 29 mai
- Japon : amplification de la crise, plus de 4 % de chômeurs.

## 30 mai
- Afghanistan : le séisme de mai 1998 en Afghanistan à Takhar fait plus de 4 000 morts.

## Naissances
- 1 mai : Catherine Wangui Wambui, auteure-compositrice-interprète kényane.
- 3 mai : Jonas Busam, footballeur allemand.
- 5 mai : Hilary Kpatcha, athlète française.
- 7 mai : MrBeast, youtubeur américain.
- 9 mai : Faiq Bolkiah, joueur américain de football.
- 11 mai : Nouhaila Benzina, Footballeuse internationale marocaine.
- 13 mai : Stéphane Legar, chanteur, danseur et mannequin israëlo-togolais.